# Thallarcha fuscogrisea
Thallarcha fuscogrisea är en fjärilsart som beskrevs av Rothschild 1913. Thallarcha fuscogrisea ingår i släktet Thallarcha och familjen björnspinnare. Inga underarter finns listade i Catalogue of Life.